# Poisson Hill
Poisson Hill är en kulle i Antarktis. Den ligger i Sydshetlandsöarna. Argentina, Chile och Storbritannien gör anspråk på området. Toppen på Poisson Hill är 80 meter över havet.
Terrängen runt Poisson Hill är lite kuperad. Havet är nära Poisson Hill norrut. Trakten är glest befolkad. Närmaste befolkade plats är Maldonado Station, 5,6 kilometer nordväst om Poisson Hill. 